# 鳥居通
鳥居通（とりいとおり）は、愛知県名古屋市中村区の地名。現行行政地名は鳥居通2丁目から鳥居通5丁目。住居表示未実施。

## 地理
名古屋市中村区中央部に位置する。南は太閤通、北は本陣通に接する。

## 歴史

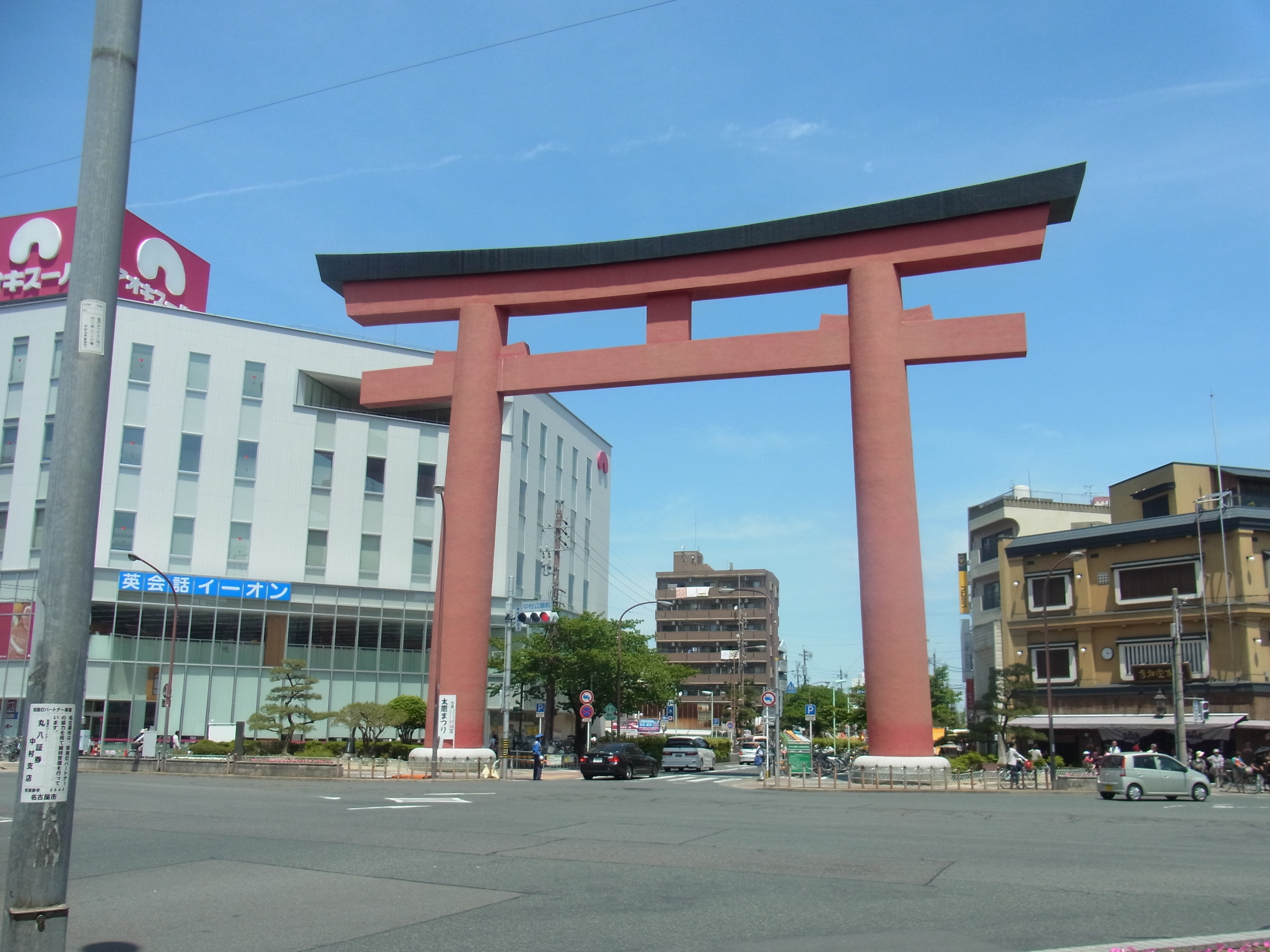
地名の由来となった大鳥居（2012年5月）

### 地名の由来
豊国神社の大鳥居に由来する。

### 沿革
- 1933年（昭和8年）
  - 7月1日 - 西区中村町および稲葉地町の各一部により、同区鳥居通として成立[1]。
  - 11月1日 - 西区中村町の一部を編入する[1]。
- 1934年（昭和9年）1月15日 - 西区栄生町および則武町の各一部を編入する[1]。
- 1937年（昭和12年）10月1日 - 中村区成立に伴い、同区鳥居通となる[1]。
- 1940年（昭和15年）5月18日 - 以下の通り、中村区則武町・栄生町・日比津町の各一部を編入する[4]。
  - 鳥居通1丁目に、則武町字中田・字栄前・字二反田・字南栄前・字茶ノ木畑および栄生町字助前の各一部を編入する[4]。
  - 鳥居通2丁目に、則武町字十王・字中廻・字上ノ宮・字西廻上および日比津町字上ノ宮の各一部を編入する[4]。
  - 鳥居通3丁目に、日比津町字上ノ宮・字下森末および則武町字西廻上の各一部を編入する[4]。
- 1947年（昭和22年）5月20日 - 鳥居通4丁目に、日比津町字道下・字下森末の各一部を編入する[5]。
- 1950年（昭和25年）11月1日 - 鳥居通4丁目に、日比津町字道下および中村町字挺名島の各一部を編入する[6]。
- 1969年（昭和44年）10月21日 - 鳥居通1丁目の一部が、佐古前町に編入される[7]。
- 1984年（昭和59年）8月12日 - 鳥居通1丁目の一部が、栄生町および大日町に編入される[8]。
- 1985年（昭和60年）8月26日 - 鳥居通1丁目の一部が、十王町に編入される[8]。

## 世帯数と人口
2019年（平成31年）2月1日現在の世帯数と人口は以下の通りである。
| 町丁   | 世帯数  | 人口    |
| ------ | ------- | ------- |
| 鳥居通 | 662世帯 | 1,069人 |

### 人口の変遷
国勢調査による人口の推移
| 1950年（昭和25年） | 1,321人 | [ 9 ]     |  |
| 1955年（昭和30年） | 1,537人 | [ 9 ]     |  |
| 1960年（昭和35年） | 1,616人 | [ 10 ]    |  |
| 1965年（昭和40年） | 1,708人 | [ 10 ]    |  |
| 1970年（昭和45年） | 1,134人 | [ 11 ]    |  |
| 1975年（昭和50年） | 1,163人 | [ 11 ]    |  |
| 1980年（昭和55年） | 704人   | [ 12 ]    |  |
| 1985年（昭和60年） | 759人   | [ 12 ]    |  |
| 1990年（平成2年）  | 726人   | [ 13 ]    |  |
| 1995年（平成7年）  | 798人   | [ 14 ]    |  |
| 2000年（平成12年） | 727人   | [ WEB 6 ] |  |
| 2005年（平成17年） | 871人   | [ WEB 7 ] |  |
| 2010年（平成22年） | 966人   | [ WEB 8 ] |  |
| 2015年（平成27年） | 1,032人 | [ WEB 9 ] |  |

## 学区
市立小・中学校に通う場合、学校等は以下の通りとなる。また、公立高等学校に通う場合の学区は以下の通りとなる。なお、小・中学校は学校選択制度を導入しておらず、番毎で各学校に指定されている。
| 丁目        | 小学校                                      | 中学校                                      | 高等学校 |
| ----------- | ------------------------------------------- | ------------------------------------------- | -------- |
| 鳥居通2丁目 | 名古屋市立豊臣小学校 名古屋市立ほのか小学校 | 名古屋市立日比津中学校 名古屋市立笈瀬中学校 | 尾張学区 |
| 鳥居通3丁目 | 名古屋市立豊臣小学校                        | 名古屋市立日比津中学校                      | 尾張学区 |
| 鳥居通4丁目 | 名古屋市立豊臣小学校 名古屋市立中村小学校   | 名古屋市立日比津中学校 名古屋市立豊正中学校 | 尾張学区 |
| 鳥居通5丁目 | 名古屋市立中村小学校                        | 名古屋市立豊正中学校                        | 尾張学区 |

## 施設
- 名古屋市道鳥居通[2]（地元では鳥居通と言われている）
- 名古屋市営地下鉄東山線
  - 本陣駅[2]
  - 中村日赤駅[2]
- 豊国神社大鳥居[2]
  - 豊国神社参道線
- 名古屋市中村生涯学習センター

3丁目1番地の3。1985年（昭和60年）6月、中村社会学習センターとして設置。1997年（平成9年）4月、中村生涯学習センターと改称。2014年（平成26年）4月、指定管理者制度を導入する。鉄筋コンクリート3階建で、延床面積は2,560.49平方メートル。

## その他

### 日本郵便
- 郵便番号 : 453-0044[WEB 3]（集配局：中村郵便局[WEB 12]）。

### WEB
1. 1 2  “愛知県名古屋市中村区の町丁・字一覧”.   人口統計ラボ. 2016年2月12日閲覧。
2. 1 2  “町・丁目(大字)別、年齢(10歳階級)別公簿人口(全市・区別)”.   名古屋市 (2019年2月20日). 2019年2月20日閲覧。
3. 1 2  “郵便番号”.  日本郵便. 2019年2月10日閲覧。
4. ↑  “市外局番の一覧”.   総務省. 2019年1月6日閲覧。
5. ↑  名古屋市役所市民経済局地域振興部住民課町名表示係 (2015年10月21日). “中村区の町名一覧”.   名古屋市. 2016年1月29日閲覧。
6. ↑  名古屋市役所総務局企画部統計課統計係 (2005年7月1日). “（刊行物）名古屋の町(大字)・丁目別人口 (平成12年国勢調査) (5)中村区(第1表から第3表)” (xls). 2015年10月16日閲覧。
7. ↑  名古屋市役所総務局企画部統計課統計係 (2007年6月27日). “（刊行物）名古屋の町(大字)・丁目別人口 (平成17年国勢調査) (5)中村区(第1表から第3表）” (xls). 2015年10月15日閲覧。
8. ↑  名古屋市役所総務局企画部統計課統計係 (2012年4月22日). “（刊行物）名古屋の町(大字)・丁目別人口 (平成22年国勢調査) (5)中村区(第1表から第3表）” (xls). 2015年10月15日閲覧。
9. ↑  名古屋市役所総務局企画部統計課統計係 (2016年3月31日). “（刊行物）名古屋の町(大字)・丁目別人口 (平成27年国勢調査) (5)中村区(第1表から第3表）” (xls). 2016年7月28日閲覧。
10. ↑  “市立小・中学校の通学区域一覧”.   名古屋市 (2018年11月10日). 2019年1月14日閲覧。
11. ↑  “平成29年度以降の愛知県公立高等学校（全日制課程）入学者選抜における通学区域並びに群及びグループ分け案について”.   愛知県教育委員会 (2015年2月16日). 2019年1月14日閲覧。
12. ↑  郵便番号簿 平成29年度版 - 日本郵便. 2019年02月26日閲覧 (PDF)

### 書籍
1. 1 2 3 4 5  名古屋市計画局 1992, p. 771.
2. 1 2 3 4 5 6  「角川日本地名大辞典」編纂委員会 1989, p. 1499.
3. ↑  名古屋市計画局 1992, p. 267.
4. 1 2 3 4  中村区制施行50周年記念事業実行委員会記念誌編集委員会 1987, p. 437.
5. ↑  中村区制施行50周年記念事業実行委員会記念誌編集委員会 1987, p. 439.
6. ↑  中村区制施行50周年記念事業実行委員会記念誌編集委員会 1987, p. 441.
7. ↑  中村区制施行50周年記念事業実行委員会記念誌編集委員会 1987, p. 442.
8. 1 2  中村区制施行50周年記念事業実行委員会記念誌編集委員会 1987, p. 444.
9. 1 2  名古屋市総務局企画室統計課 1957, p. 78.
10. 1 2  名古屋市総務局企画部統計課 1967, p. 72.
11. 1 2  名古屋市総務局統計課 1977, p. 46・47.
12. 1 2  名古屋市総務局統計課 1986, p. 46.
13. ↑  名古屋市総務局企画部統計課 1991, p. 28.
14. ↑  名古屋市総務局企画部統計課 1996, p. 71.
15. 1 2 3 4 5  名古屋市教育委員会事務局総務部企画経理課 2018, p. 217.

### 統計資料
- 名古屋市総務局企画室統計課 編『昭和31年版 名古屋市統計年鑑』名古屋市、1957年。
- 名古屋市総務局企画部統計課 編『昭和41年版 名古屋市統計年鑑』名古屋市、1967年。
- 名古屋市総務局統計課 編『昭和51年版 名古屋市統計年鑑』名古屋市、1977年。
- 名古屋市総務局統計課 編『昭和60年国勢調査 名古屋の町・丁目別人口（昭和60年10月1日現在）』名古屋市役所、1986年。
- 名古屋市総務局企画部統計課 編『平成2年国勢調査 名古屋の町（大字）別・年齢別人口（平成2年10月1日現在）』名古屋市役所、1994年。
- 名古屋市総務局企画部統計課 編『平成7年国勢調査 名古屋の町（大字）・丁目別人口（平成7年10月1日現在）』名古屋市役所、1996年。